# Оге Нільс Бор
Оге Нільс Бор (дан. Aage Niels Bohr; 19 червня 1922, Копенгаген, Данія — 8 вересня 2009, там само) — данський фізик. Член Данської королівської академії наук (1955), низки інших академій світу. Лауреат Нобелівської премії з фізики (1975).

## Біографія
Оге Бор народився в Копенгагені в сім'ї Маргарет і Нільса Бора, був їх четвертою дитиною. Вирісши серед таких фізиків, як Вольфганг Паулі і Вернер Гейзенберг, він також став захоплюватися фізикою. У 1940, через кілька місяців після окупації Данії, Оге Бор вступив в Копенгагенський університет і незабаром став асистувати батькові при написанні статей та листів. У жовтні 1943 силами Опору був переправлений разом з батьком на човні до Швеції, а звідти на бомбардувальнику в Англію. Як асистент Нільса Бора, брав участь у роботі над атомним проектом, в 1944 - 1945 був співробітником Лос-Аламоської національної лабораторії.
У серпні 1945 Оге Бор повернувся в Данію і продовжив навчання, через рік отримавши ступінь магістра.
1946 він став співробітником Інституту теоретичної фізики (Інститут Нільса Бора), проходив стажування в Принстонському і Колумбійському університетах (з січня 1949 по серпень 1950, під керівництвом Ісидора Рабі). Там він познайомився з Джеймсом Рейнуотером і Беном Моттельсоном, з яким продовжив співпрацю після повернення до Копенгагена. Їх спільна робота дозволила розвинути на початку 1950-х років так звану колективну (узагальнену) модель ядра. У 1958 разом Д. Пайнс вони запропонували так звану надтекучої модель ядра, розглянувши можливість існування надтекучості адронів у ядрах. Надалі Бор і Моттельсоном працювали над узагальненням знань про структуру ядра у вигляді монографії, перший том якої «одночастковий рух» вийшов у 1969, другий том — «Деформації ядра» — в 1975. Робота Оге Бора в області теорії ядра послужила приводом для вручення Нобелівської премії з фізики за 1975 "За відкриття взаємозв'язку між колективним рухом і рухом окремої частинки в атомному ядрі і розвиток теорії будови атомного ядра, що базується на цієї взаємозв'язку " (Спільно з Моттельсоном і Рейнуотером).
Одночасно з роботою в Інституті Оге Бор викладав у Копенгагенському університеті, з 1956 — у званні професора. Після смерті Нільса Бора в 1962 очолив Інститут і був його директором до 1970. З 1957 Оге Бор входив до керівництва Інституту теоретичної атомної фізики (Nordisk Institut for Teoretisk Atomfysik, НОРДІТА), в 1975 - 1981 був його директором. В останні роки життя він сконцентрувався на викладацькій діяльності.
У 1950 Оге Бор одружився з Марієттою Соффер, від якої мав чотирьох дітей. Після її смерті він одружився вдруге (у 1981) на Бенте Мейер Шарфф.

## Нагороди
- Медаль папи Пія XI (1963)
- Премія «Атоми для миру» (1969)
- Медаль імені X. Ерстеда (1970)
- Медаль імені Е. Резерфорда Лондонського фізичного товариства (1972)
- Нобелівська премія з фізики (1975)
- Медаль імені О. Ремер (1976)

## Публікації
- Бор О., Моттельсон Б. Структура атомного ядра. — М. : Мир, 1971–1977. — 456+664 с.
- Бор О. О структуре атомных ядер // УФН. — 1958. — Т. 65, вип. 7.  — переклад статті в журналі «Fys. Tidsskr.», V. 54, p. 1 (1956).
- Бор О. Вращательное движение в ядрах // УФН. — 1976. — Т. 120, вип. 12.  — переклад Нобелівської лекції, прочитаної в Стокгольмі 11 грудня 1975.